# Andrzej Kozioł (piosenkarz)
Andrzej Kozioł (ur. 20 grudnia 1949 w Zamościu, zm. 13 stycznia 2022 w Warszawie) – polski wokalista, członek m.in. zespołów: RH-, Victoria Singers i Vox. Prywatnie brat poetki Urszuli Kozioł, a także prawnika i senatora I kadencji Lecha Kozioła.

## Życiorys
Jego ojciec Hipolit Kozioł był kierownikiem m.in. szkoły w Ruszowie i przez wiele lat pełnił funkcję kierownika Powiatowego Archiwum Państwowego w Zamościu. Debiutował w Studiu Piosenki „Grupa RH minus”, działającym przy warszawskim klubie Medyków, gdzie został wyłoniony jako uczestnik drugiego konkursu otwartego. Jesienią 1969 roku otrzymał wyróżnienie na IX Kiermaszu Piosenki Studenckiej. Z formacją RH- wystąpił m.in. podczas studenckiego festiwalu FAMA w Świnoujściu, gdzie wykonane przez nich oratorium-beatowe pt. Wyprawa do Atlantydy (muz. Jan Pilecki, Zbigniew Hołdys – sł. Marek Malak) okazało się najciekawszym wydarzeniem tej edycji imprezy. W późniejszych latach jako solista nagrywał piosenki w Polskim Radio – m.in. Ktokolwiek cię widział (muz. Wojciech Trzciński – sł. Marek Skolarski) z 1974 i Ballada puka (muz. Marek Ałaszewski – sł. ?) z 1975. W latach 1977–1978 śpiewał w formacji Victoria Singers. W 1978 roku ze składu tej grupy odeszła jej żeńska część oraz niebawem też Grzegorz Markowski, tak więc od tego momentu wraz z Ryszardem Rynkowskim i Jerzym Słotą, wokalista współtworzył męski kwartet wokalny Vox, który nadal był kierowany przez Witolda Paszta. Zespół wylansował w tym składzie takie przeboje jak: Bananowy Song, Rycz mała, rycz czy Szczęśliwej drogi, już czas. Opuścił zespół w 1996. Nie kontynuował później kariery piosenkarskiej. Prowadził kawiarnię artystyczną, nagrywał audiobooki, dubbingował gry komputerowe i występował w reklamach. Był lektorem w Radiu Plus i Radiu Józef. Współpracował również z Radiostacją, Radiem Chilli Zet i stacją Planeta FM. Występował w słuchowiskach radiowych (W Karzełkowie – jako król, 1985; W Karzełkowie wielka susza – jako strażnik 1, 1989; Dzieciarnia w Oriencie – jako strażnik 2, 1990). Wykonywał piosenki również w filmach: Człowiek zwany Flintstonem (dubbing i partie wokalne) z 1966; Tweety – wielka podróż z 2000 oraz w grze pt. Na kłopoty Pantera (Guy Fawkes) z 2001.
Zmarł 13 stycznia 2022 po długiej chorobie. Został pochowany w grobie rodzinnym na cmentarzu Parafii Katedralnej Zmartwychwstania Pańskiego i św. Tomasza Apostoła w Zamościu.

## Życie prywatne
Syn Hipolita Kozioła i Czesławy Kargol. Młodszy brat Urszuli, Stanisława i Lecha.